# 井上琴繪
井上琴繪（1990年2月15日—），出生於日本京都府京都市，是日本女子排球運動員，身高161公分，體重55公斤，場上位置為自由人。

## 生涯簡介
井上在京都橘高等學校就讀期間，曾經參加2006年春季高校排球大賽(奪得亞軍)、2007年日本國民體育大會(奪得冠軍)，也參與了2007年亞洲中學生排球錦標賽。
2008年正式加盟JT Marvelous，而在同年9月舉行的亞洲青少年女子排球錦標賽中，井上協助日本女排青年軍奪得該屆賽事冠軍，同時又獲得了最佳自由人獎。
2009年4月，井上首次被錄取至日本女排集訓名單。

## 生涯及得獎經歷
- 生涯簡歷

京都橘高等學校→JT Marvelous（2008年至今）
- 日本女排 - 2009年
- 獲得獎項
  - 2008年 - 第57屆黑鷲旗錦標賽若鷲獎（最佳新人獎）、第14屆亞洲青少年女子排球錦標賽最佳自由人獎

## 外部連結
- JT Marvelous官方網站（页面存档备份，存于）
- 井上琴繪個人檔案（JT Marvelous官方網站內）（页面存档备份，存于）